# اسطبل عنتر
اسطبل عنتر هي منطقة في مصر تقع جنوب القاهرة قرب مصر القديمة على صخرة الزهراء وهي صخرة على حافة الجبل المقطم. تسمية الإسطبل نسبة إلى اسطبل عسكري قديم، حيث تقع قرب جبخانة محمد علي الأثر
نسبة إلى قوات عسكرية أقامت فيها بجوار عزبة خير الله. في القرن العشرين أصبحت من أخطر المناطق السكنية العشوائية في مصر لأنها بنيت بشكل مدرج من أسفل إلى أعلى الجبل غير المستقر جيولوجياً. في الربع الأول من القرن الحادي والعشرين قامت الدولة المصرية بنقل سكانها وتهديم العشوائيات.